# Chaman (Pakistan)
Pour les articles homonymes, voir Chaman (homonymie).
Chaman ou Chamman (en ourdou : چمن) est une ville pakistanaise, située dans le district de Killa Abdullah, dans le nord de la province du Baloutchistan.
La ville est située à proximité immédiate de la frontière d'Afghanistan et du point de passage avec la ville de Spin Boldak, dans la province afghane de Kandahâr. Il s'agit d'un passage important pour le commerce entre les deux pays, menant vers le port de Karachi. C'est aussi un point de passage pour le ravitaillement des forces de l'OTAN en Afghanistan.
La population de la ville a été multipliée par près de six entre 1972 et 2017, passant de 20 702 habitants à 123 191. Entre 1998 et 2017, la croissance annuelle moyenne s'affiche à 4,2 %, bien supérieure à la moyenne nationale de 2,4 %. En 2023, la population de la ville monte à 130 139 habitants.
La ville est quasi-exclusivement peuplée de Pachtounes, puisque près de 98 % des habitants en parlent la langue, le pachto.
Essentiellement musulmane, la ville inclut une petite minorité chrétienne, de près de 700 fidèles.
Le taux d'alphabétisation de la ville s'élève à 51 % en 2023 (contre une moyenne nationale de 61 % et provinciale de 42 %), dont 61 % pour les hommes et 40 % pour les femmes.
|            | 1972 (rec.) | 1981 (rec.) | 1998 (rec.) | 2017 (rec.) | 2023 (rec.) |
| ---------- | ----------- | ----------- | ----------- | ----------- | ----------- |
| Population | 20 702      | 29 793      | 56 792      | 123 191     | 130 139     |